# Acantholycosa azheganovae
Acantholycosa azheganovae är en spindelart som först beskrevs av Lobanova 1978.  Acantholycosa azheganovae ingår i släktet Acantholycosa och familjen vargspindlar. Inga underarter finns listade i Catalogue of Life.